# Separate but equal

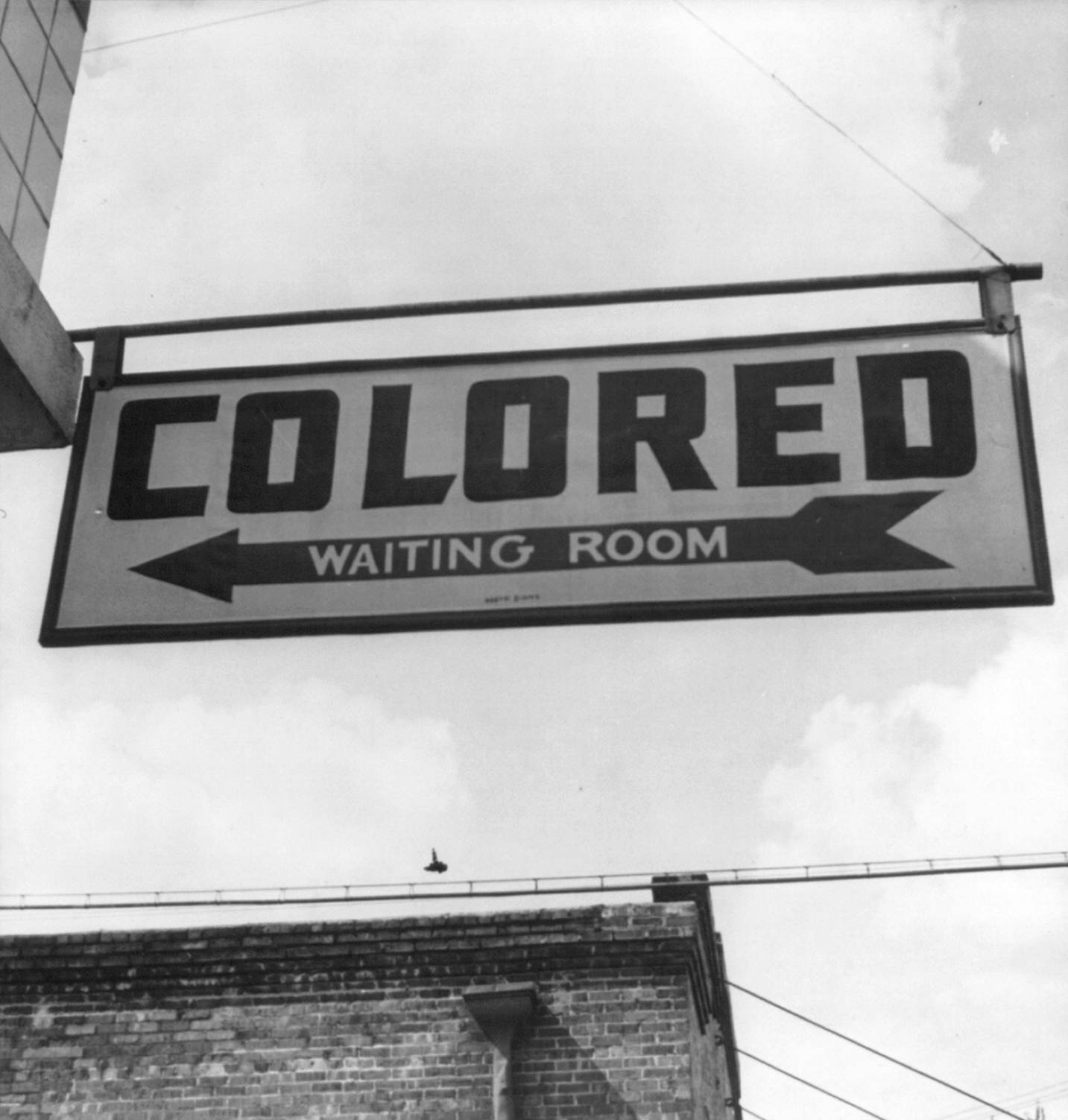
Väntesal för färgade personer, fotografi taget på en busstation i Georgia 1943

Separate but equal (engelska: "åtskilda men likvärda") beteckning på lagar som i praktiken, men ej i teorin, var rasistiska. Dessa lagar tillämpades i USA:s sydstater under Jim Crow-eran och innebar att svarta och vita personer gavs rätt till samma service, men att denna service skulle ges separat. 

## Historik
Frasen "separate but equal" kom från lagstiftningen i den amerikanska delstaten Louisiana 1890. 1896 bekräftade USA:s högsta domstol separate but equal-lagarnas giltighet. 
Formellt sett var tanken att kvalitén på servicen som gavs till svart skulle motsvara den som gavs till vita, men i praktiken diskriminerades de svarta ständigt och fick aldrig tillgång till en standard som kunde jämföras med de vitas. Ett exempel var att svarta var ålagda att resa sig för att ge sittplats åt vita passagerare då bussen var full, vilket Rosa Parks blev känd för att trotsa.
1950- och 1960-talens medborgarrättsrörelse hade som sin huvudinriktning att avskaffa dessa lagar, och 1954 förbjöds segregerad undervisning i hela USA.